# Guillaume d'Albis du Salze
Guillaume François Hippolyte d'Albis du Salze où Dalbis du Salze est un homme politique français né le 20 novembre 1792 à Saint-Izaire (Aveyron) et mort le 21 novembre 1878 à Saint-Izaire.

## Biographie
Magistrat sous la Restauration, il démissionne en 1830 et s'oppose à la Monarchie de Juillet. Avocat, il est député de l'Aveyron de 1848 à 1851, siégeant à droite. Il devient ensuite président du tribunal de Millau.

## Sources
- « Guillaume d'Albis du Salze », dans Adolphe Robert et Gaston Cougny, Dictionnaire des parlementaires français, Edgar Bourloton, 1889-1891 [détail de l’édition]